# Domenico Ginnasi
Domenico Ginnasi, född 9 juni 1551 i Castel Bolognese, Imola, död 12 mars 1639 i Rom, var en italiensk kardinal och ärkebiskop. Mellan 1618 och 1619 tjänade han som camerlengo.
1604 utsågs han till kardinalpräst med San Pancrazio som titelkyrka. Mellan 1618 och 1619 var Ginnasi camerlengo. 1626 utnämndes han till kardinalbiskop av Ostia och Velletri.

## Biografi
Domenico Ginnasi var son till Francesco Ginnasi och Caterina Pallantieri. Han studerade vid Bolognas universitet, där han blev iuris utriusque doktor. Han prästvigdes under påve Gregorius XIII:s pontifikat (1572–1585).
I december 1586 utnämndes Ginnasi till ärkebiskop av Manfredonia och biskopsvigdes senare samma månad av kardinal Decio Azzolino i Sixtinska kapellet. 
I juni 1604 upphöjde påve Clemens VIII Ginnasi till kardinalpräst med San Pancrazio som titelkyrka. Ginnasi avslutade sitt kardinalskap som kardinalbiskop av Ostia och Velletri.
Kardinal Ginnasi avled i Rom 1639 och begravdes i kyrkan Santa Lucia dei Ginnasi.

## Bilder

Kardinal Ginnasis titelkyrkor
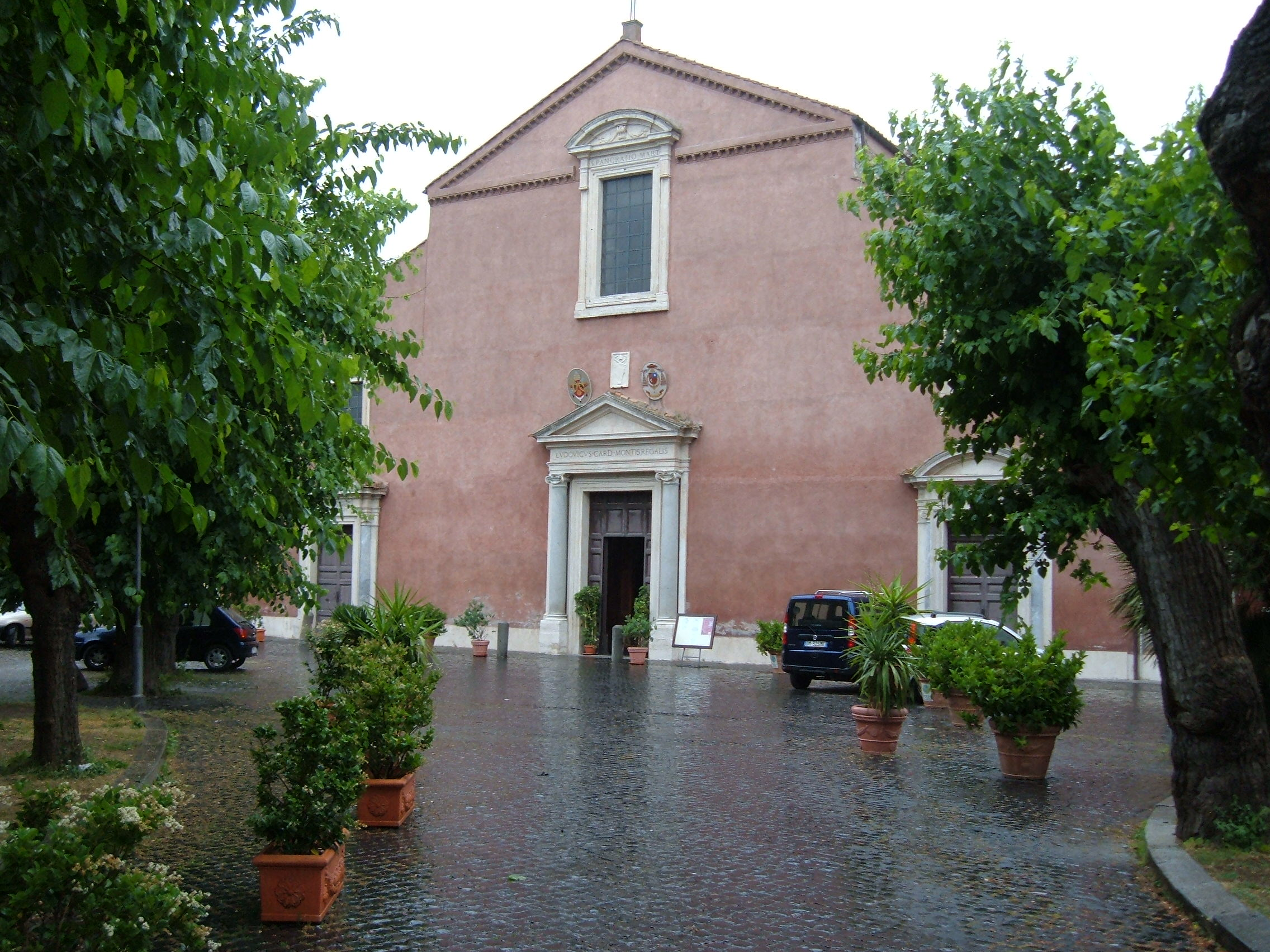
San Pancrazio.
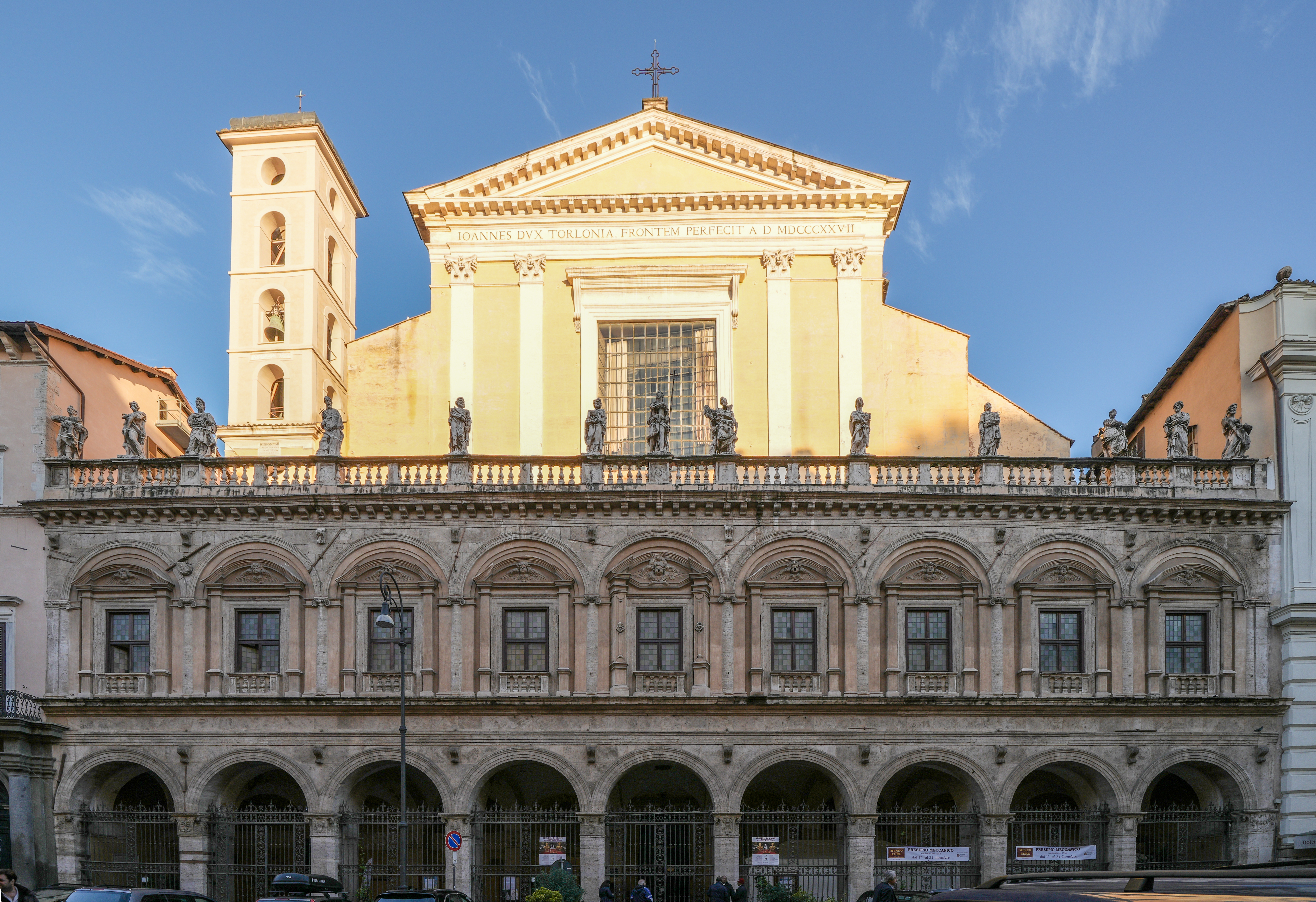
Santi XII Apostoli.
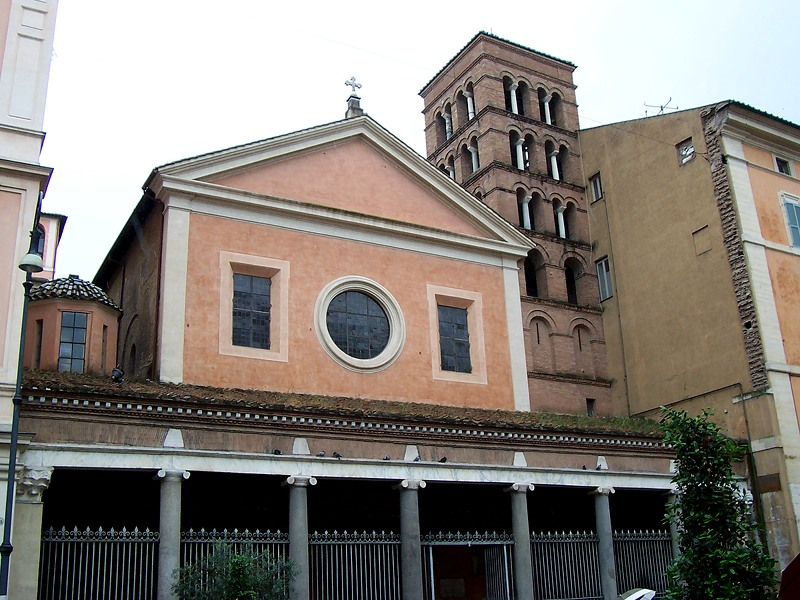
San Lorenzo in Lucina.